# Hylotelephium furusei
Hylotelephium furusei är en fetbladsväxtart som beskrevs av Hideaki Ohba. Hylotelephium furusei ingår i släktet kärleksörter, och familjen fetbladsväxter. Inga underarter finns listade i Catalogue of Life.